# Anton Maria Vannucchi
Pour les articles homonymes, voir Vannucchi.
Anton Maria Vannucchi, né le 2 février 1724 à Florence et mort le 12 février 1792 à Pise, est un juriste et écrivain italien.

## Biographie
Né à Florence le 2 février 1724, Vannucchi étudia dans cette ville les belles-lettres et la langue grecque, sous Giovanni Lami. Il s’appliqua ensuite à la philosophie, aux mathématiques, à la théologie, à la jurisprudence, et se perfectionna dans ces diverses sciences à Pise sous les meilleurs maîtres. La médiocrité de sa fortune l’obligea de prendre, à San Miniato, une chaire de belles-lettres et de philosophie. Il s’acquitta avec distinction de son professorat.
De retour dans sa ville natale, il s’adonna à la jurisprudence et fut nommé membre de l’Accademia degli Apatisti et de l'Accademia della Crusca. Appelé, en 1750, par l’Université de Pise pour y remplir une chaire de législation, Vannucchi occupa cette place jusqu’à sa mort, arrivée le 12 février 1792. Il a laissé, en langue italienne, quelques poésies et un ouvrage sur la jurisprudence.

## Œuvres
- Dissertazione del metodo di acquistare la Giurisprudenza critica, Florence, Andrea Bonducci, 1750 (lire en ligne).
- Dissertazioni filosofiche ad uso degli studiosi del Gius pubblico, Pise, Filippo Polloni, 1760 (lire en ligne).
- Del trionfo di Minerva, Livourne, Marco Coltellini, 1768 (lire en ligne).
- Poesie, Livourne, 1756, en 2 volumes.
- Osservazioni sopra gli Arimanni dei bassi secoli.